# Тумский (остров, Познань)

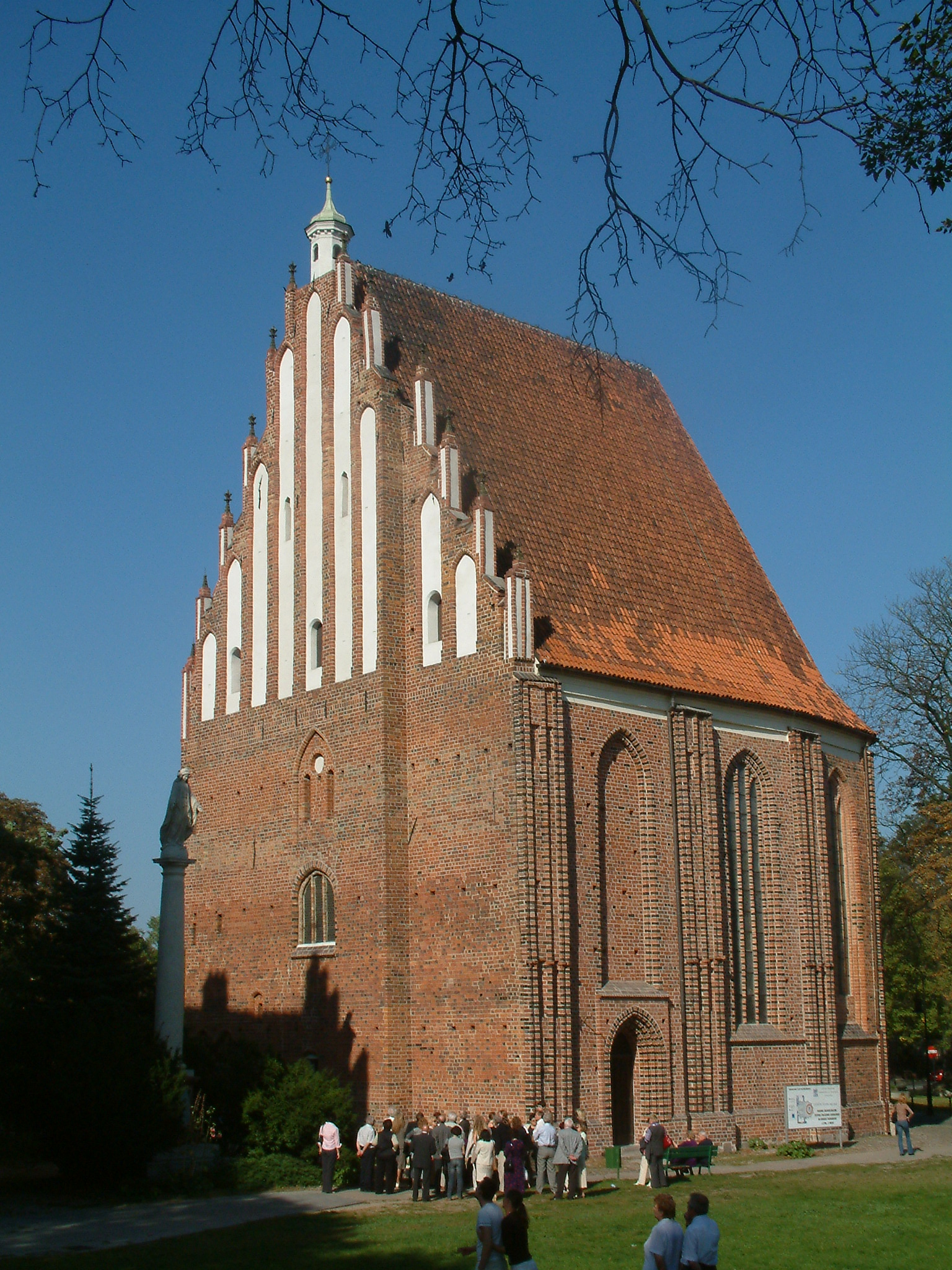
Костёл Пресвятой Девы Марии на Тумском острове

Тумский остров (пол. Ostrów Tumski w Poznaniu) — единственный сохранившийся до сегодняшнего времени остров на реке Варте, в границах города Познань. В X веке на острове было возведено деревянное укреплённое городище, которое стало одним из главных центров правления династии Пястов. В 968 году на Тумском острове было основано первое в Польше епископство и построен собор, в котором были похоронены правители Польши из династии Пястов.
Слово «Тум» (пол. Tum) в польском языке в Средневековье обозначало «костёл» или «коллегиата» (церковная община).
Архитектурный комплекс Тумского острова, был внесён 6 октября 1982 года в реестр исторических памятников под номером A-239. В 2008 году, он был признан президентом Республики Польша Памятником истории.

## История

### Топография местности в Средние века
Сегодня Тумский остров является единственным островом на реке Варте в административных границах Познани. В раннем Средневековье топография этой местности отличалась от той, что есть сегодня. Тумский остров был лишь одним из многочисленных островов, образованных из песка и гравия, в этом районе. Отдельными островами в то время были также Хвалишево и Гробла, которые сейчас являются районами левобережной части города. Главный поток Варты обтекал Гроблу с востока и Хвалишево с запада. Такое расположение речной сети сохранилось до Второй мировой войны. В 50-х годах река была отрегулирована, одно из её русел было засыпано землёй.

### Династия Пястов
Археологические исследования показали, что уже в VI веке нашей эры на территории Великой Польши проживали племена, возводившие деревянные крепости. Городище первых Пястов на Тумском острове было основано в X веке. В то же самое время на территории Великой Польши были основаны и другие городища, соединённые в сеть, такие как: Гнезно, Геч, Гжибово, Морачево, Крушвица, Лёнд и Острув Ледницкий. Познань и Гнезно были главными административными центрами. Возможно именно на Тумском острове в 966 году крестился князь Мешко I. В 968 году на Острове было основано первое польское епископство вместе с собором, где были похоронены первые польские правители.
Расположение городища на острове, омывающимся реками Вартой, Цыбиной, Глувной, Вежбаком и Богданкой создавало естественные оборонительные условия для его жителей, и в то же время через реку Варта проходил удобный водный путь, ведущий с запада на восток.
В X веке небольшое деревянное поселение было расширено и укреплено высокими валами. Был построен двухэтажный каменный дворец (лат. Palatium), в котором находилась часовня. Её возникновение историки и археологи связывают с приездом на Тумский остров чешской княжны Дубравки, жены Мешко I. Часовня считается самой древней христианской святыней на территории Польши (сегодня на этом месте стоит церковь Пресвятой Девы Марии). Городище было поделено на две части: в левой части, где находился дворец, проживал князь со своими подданными, в правой части находились домики местных жителей. Во второй половине X века городище начало расширяться, в связи с растущим количеством жителей на острове. В восточной части, находилась миссионерская станция первого польского епископа Йордана, на месте которой был построен нынешний собор.
Третья часть этого комплекса, примыкающая, как к княжеской, так и к соборной части с севера, была создана и окружена оборонительными валами (по нынешней улице отца Посадзего) в конце X века. В этой части в 2012 году был построен археологический заповедник Genius Loci, в котором среди прочего представлены фрагменты валов времён Мешко. Высота валов составляла 10 метров, а их ширина у основания 20 метров. Протяжённость оборонительных валов в X—XII веках составляла около 2 километров. Для их строительства было использовано дерево, камень и песок.
В южной части острова, на территории нынешнего Загужского района, находилось поселение Св. Николая, также окружённое валами, там жили слуги.
Наряду с Гнезно, Тумский остров в Познани был одним из двух основных центров светской и церковной власти в государстве Полян. Даже после 1000 года, после основания Гнезненской митрополии, епископы Познани сохранили свою независимость. Однако статус Познанского епископства не совсем ясен. Некоторые историки поддерживают гипотезу о том, что познанские епископы в течение нескольких десятков лет имели статус епископов-миссионеров, то есть находились в непосредственном подчинении папы римского. Другие утверждают, что миссионерский характер познанского епископства был только в первые годы своего существования, а позже он был подчинён архиепископству в Майнце. Расцвет крепости закончился нашествием Бжетислава в 1038 году.

### Тумский остров, как собственность епископа

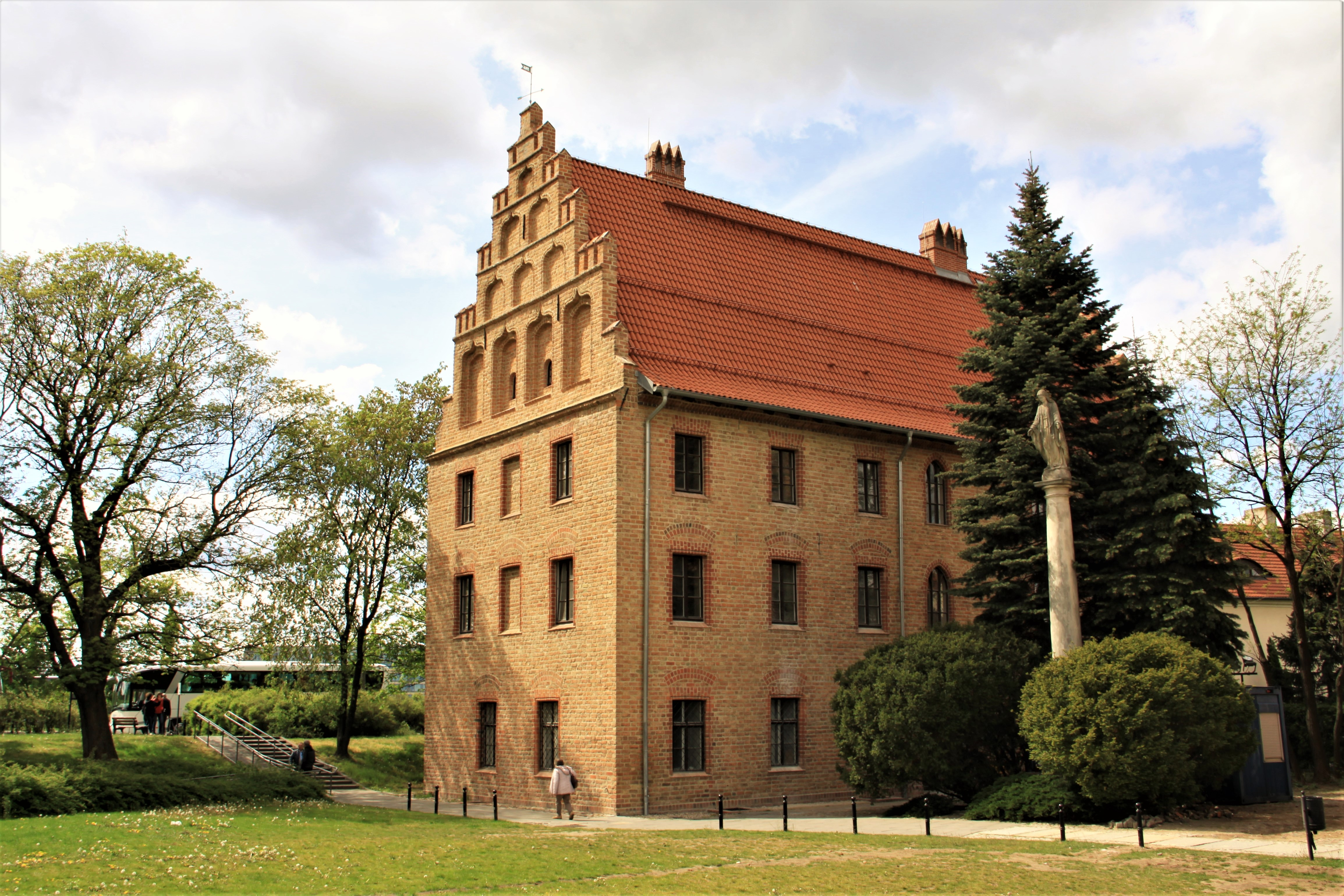
Псалтерий

Распространение «Магдебургского права» на территории средневековой Польши привнесло крупные изменения в развитие города и окрестных деревень. Благодаря князю Пшемыслу I Познань получила статус города на основании «Магдебургского права» в 1253 году. Именно в этот момент князь принял решение о переезде на левый берег Варты (там где сегодня находится Старый город). Таким образом Тумский остров перестал быть центром торговли, стал центром религиозной жизни и перешёл в правление познанских епископов. Однако после приобретения Познанью статуса городa, Тумский остров в состав города не входил.

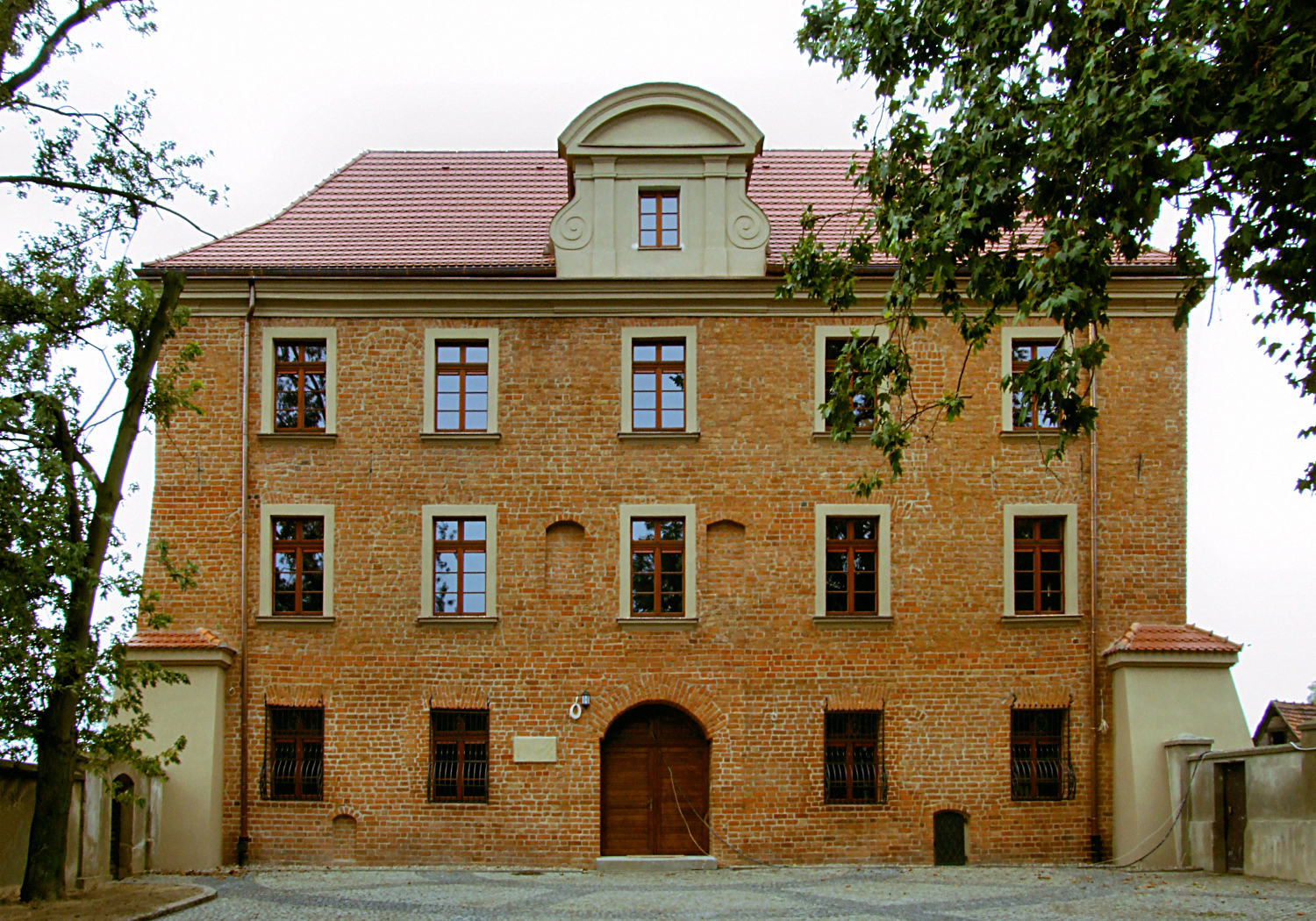
Музей архиепархии (бывшая Академия Лубранского)

Особый вклад в развитие Тумского острова привнёс Ян Лубранский, он был епископом епархии с 1498 года до своей смерти в 1520 году. Лубранский вошёл в историю, как заслуженный юрист и дипломат (он был советником и соратником королей Яна Ольбрахта, Александра Ягеллончика и Сигизмунда I Старого), а также, как покровитель ренессансной культуры.
Самым большим достижением Лубранского было создание академии (высшего учебного заведения) на Тумском острове в 1518 году, названной его именем, которая просуществовала до 1780 года, когда она была ликвидирована в рамках реформы образования, проведённой Государственной комиссией по образованию. Выпускниками первого университета в Познани были, в частности, поэт Клеменс Яницкий, доктор Юзеф Струсь и математик и астроном Ян Снядецкий.
Для нужд академии в западной части Тумского острова в 1518—1530 годах, было построено новое здание, которое сохранилось до наших дней, и в котором сейчас находится Музей архиепархии.
Ещё одно здание, построенное в 1512 году по инициативе Лубранского, это псалтерий — дом, где проживали певцы костёльного хора. Здание в стиле поздней готики, также сохранилось до наших дней, оно находится на Тумском острове, напротив церкви Пресвятой Девы Марии.

### Тумский остров в составе Пруссии

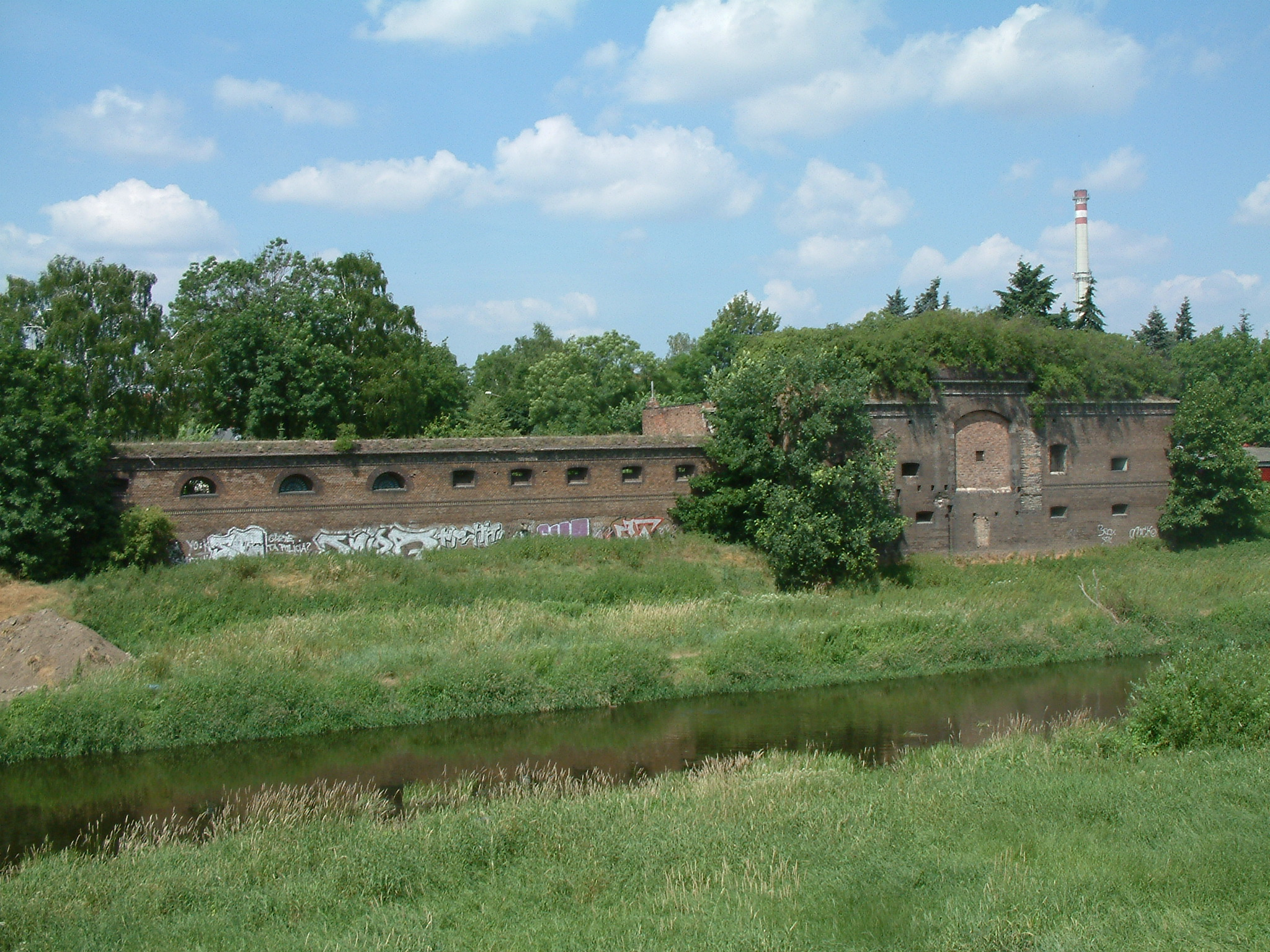
Сохранившиеся фрагменты крепости. На фото — стена и здание Кафедрального шлюза до ремонта.

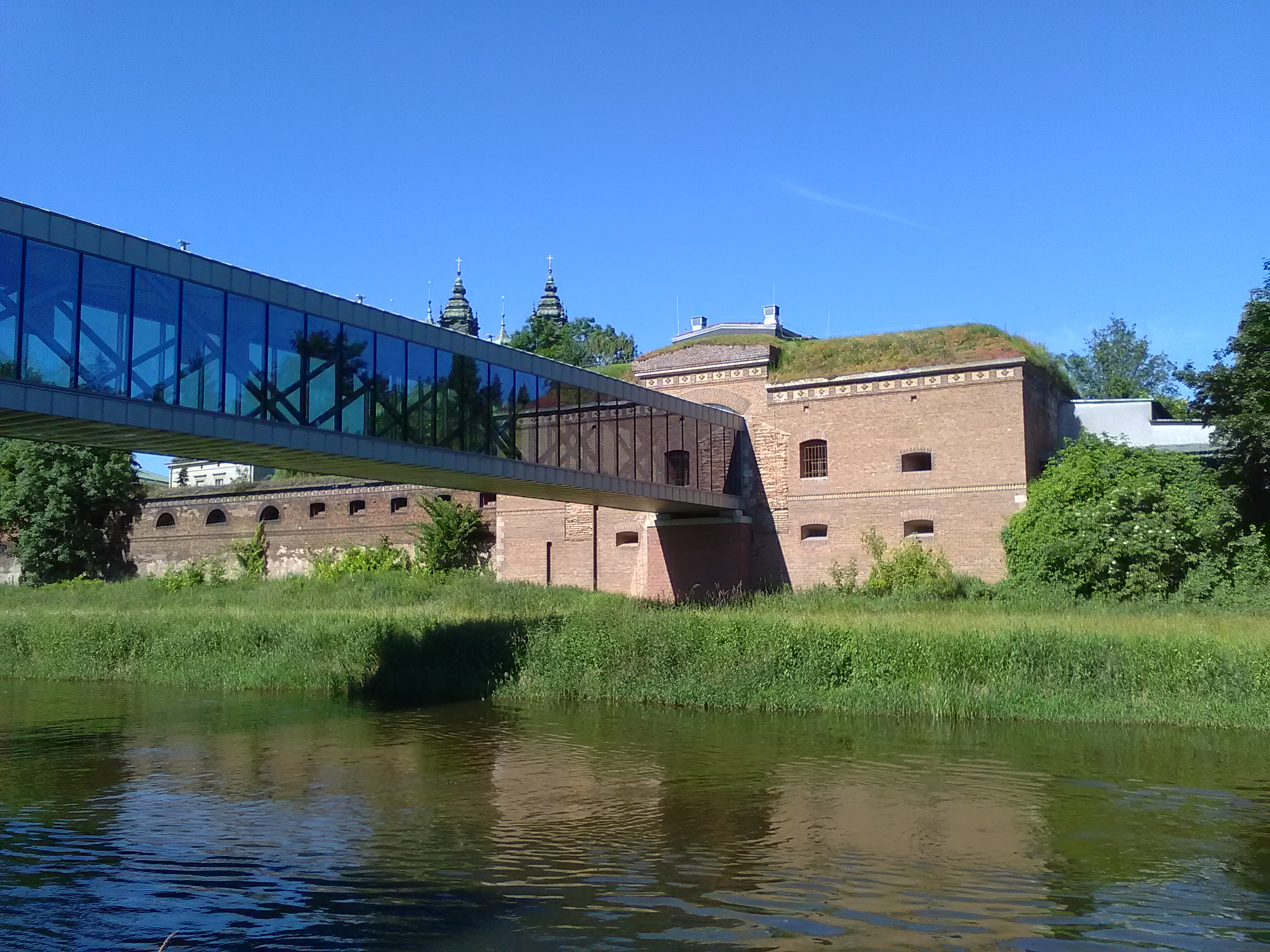
Здание Кафедрального шлюза после ремонта.

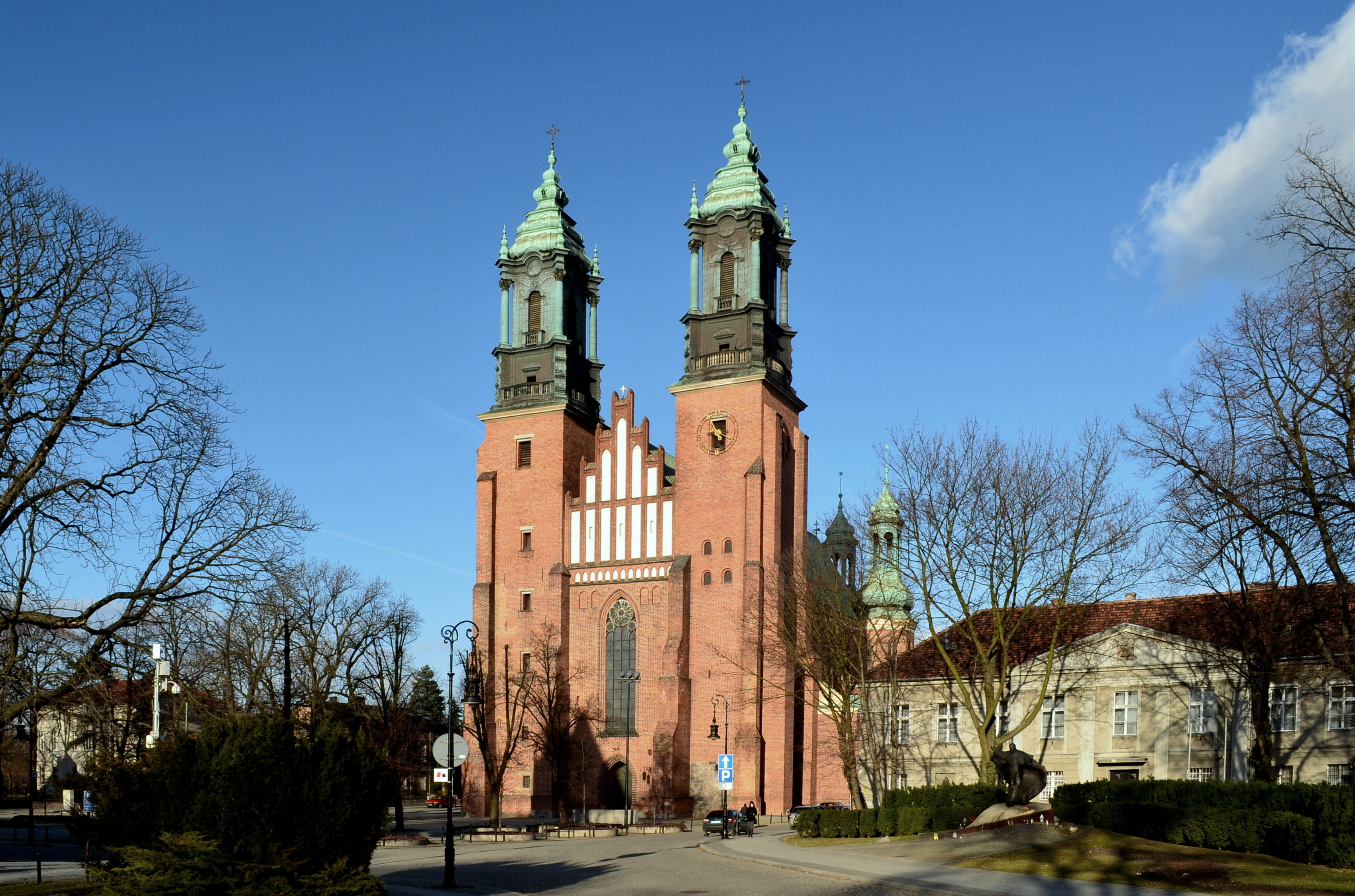
Кафедральный собор

После Второго раздела Польши в 1793 году Познань находилась под властью Пруссии, под которой она оставалась (с перерывом на Варшавское герцогство в 1807—1815 годах) до 1918 года. Поскольку Познань находилась на восточной периферии Прусского королевства, а затем и Германской империи, в ходе Венского конгресса, опасаясь войны с Российской империей, было решено превратить город в крепость. Возведение Познанской крепости началось в 1828 году со строительства форта Виняры (широко известного как «Цитадель») на левом берегу реки Варты.
В 1834—1839 годах, в восточной стороне острова, над рекой Цыбиной был построен укреплённый гидротехнический объект Познанской крепости — Кафедральный шлюз. Шлюз имел две основные функции: служил мостом для войска и плотиной для сбора воды, что давало возможность создания зоны затопления на переднем плане укреплений во время военной угрозы.
В столпах, поддерживающих арочные своды моста, находились вертикальные шины, по которым с помощью цепей на катушках спускали на воду плотину, состоящую из деревянных балок. Преграда служила для подъёма уровня воды в Цыбине и затопления восточных территорий перед крепостью, между районами Сьрудка и Бердыхово, с целью воспрепятствовать действиям противника.

### Вторая мировая война и её последствия

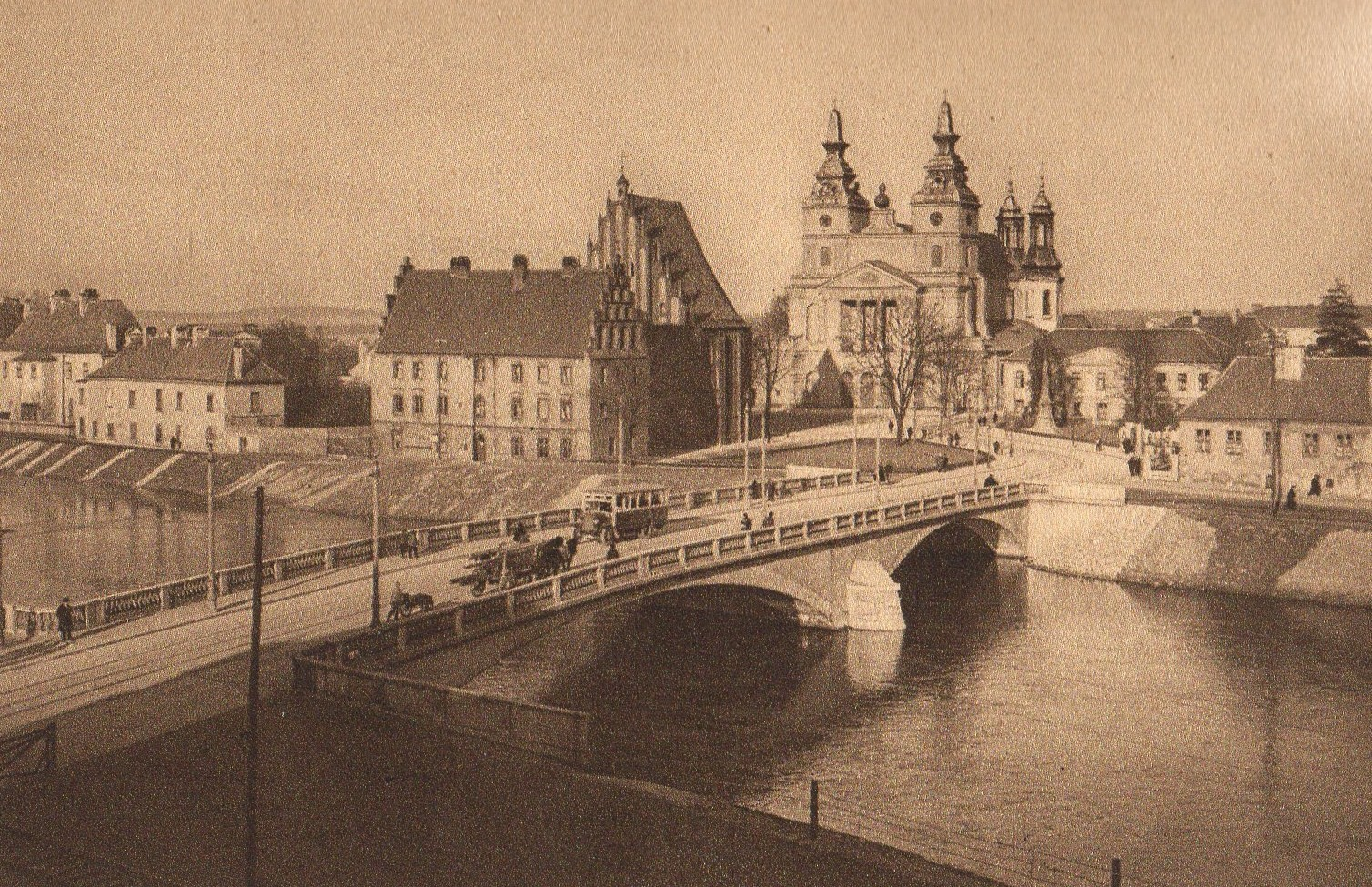
Тумский остров в 1929 году, вид на мост Болеслава Храброго и Кафедральный собор

1 сентября 1939 года началась Вторая мировая война. Армия «Познань» под командованием генерала Тадеуша Кутшебы должна была защищать Великую Польшу. Основные силы Вермахта вторглись в Познань 12 сентября. Уже в первый день войны начались бомбардировки города, в том числе мостов через реку Варту. Оккупированные территории Великой Польши вошли в состав Рейхсгау Вартеланд (нем. Reichsgau Wartheland).
Познань серьёзно пострадала в 1945 году — ожесточённые бои за город продолжались месяц, с 23 января по 23 февраля, когда остатки немецкого гарнизона окончательно капитулировали на Цитадели. Сам Тумский остров был взят советскими войсками 16 февраля. Отдельные объекты на острове в той или иной степени пострадали от боевых действий; больше всего пострадал собор, который немецкие войска во время войны использовали, как оружейный склад.
После войны шла дискуссия о том, в какой форме будет восстановлен разрушенный собор. В конце концов, было решено отказаться от реконструкции собора в стиле барокко и классицизма, каким он был в XVIII веке, и было принято решение провести реконструкцию в стиле готики. Таким образом, нынешний вид собора полностью отличается от того, каким он был до 1945 года, интерьер также был перестроен, включая замену главного алтаря в стиле барокко, на готический.
Помимо реконструкции исторических памятников острова, были внесены значительные изменения в речную сеть. В 1960-х годах старое западное русло реки Варты было засыпано, в результате чего Тумский остров остался единственным островом в границах города. Была построена скоростная дорога с мостами Болеслава Храброго и Мешко I, которая разделила остров на две части и отрезала его таким образом от старого города. Такое решение со временем привело в упадок, как район Тумского острова, так и близлежащий исторический район Сьрудка.

### Современность

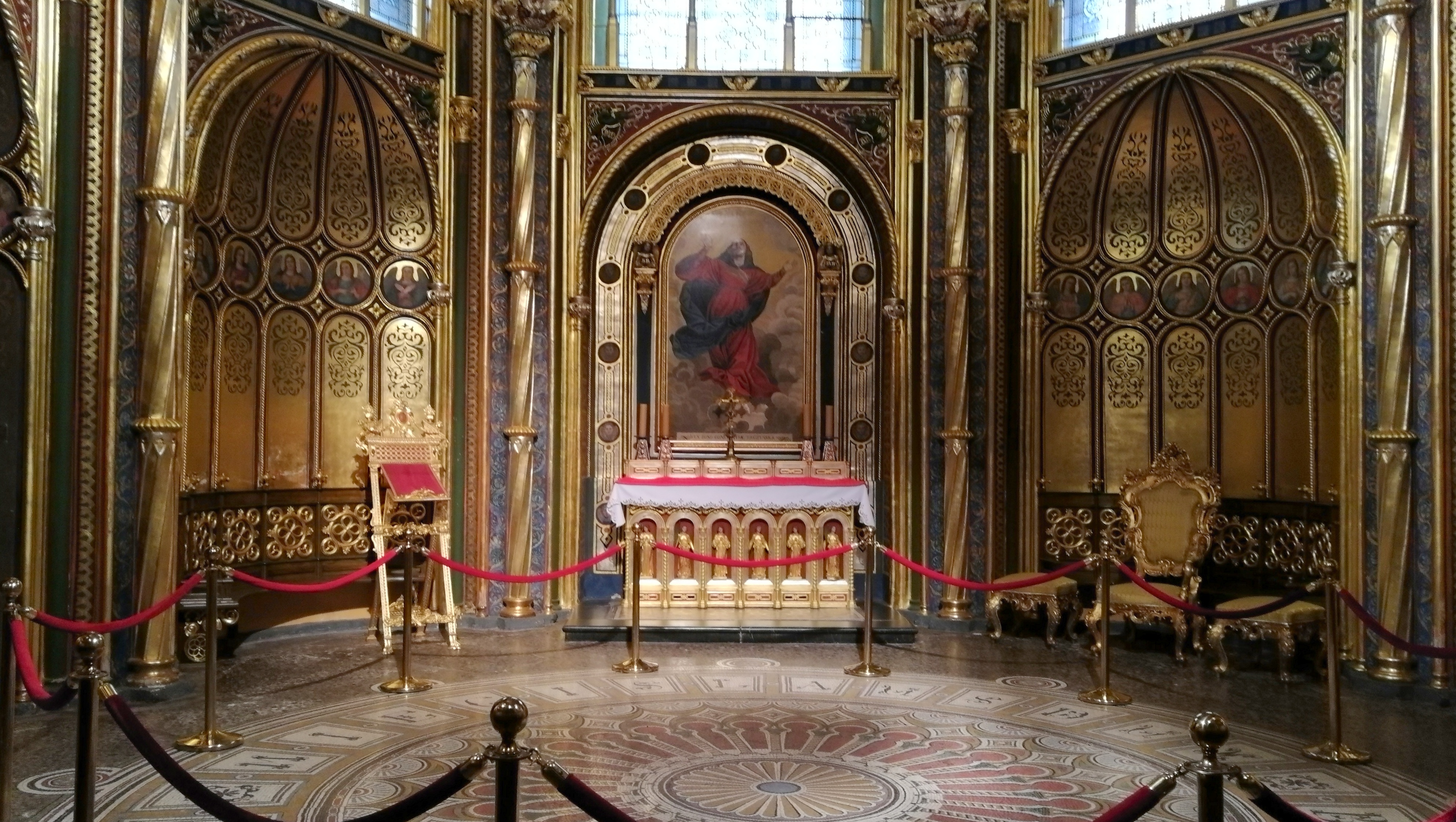
Золотая часовня

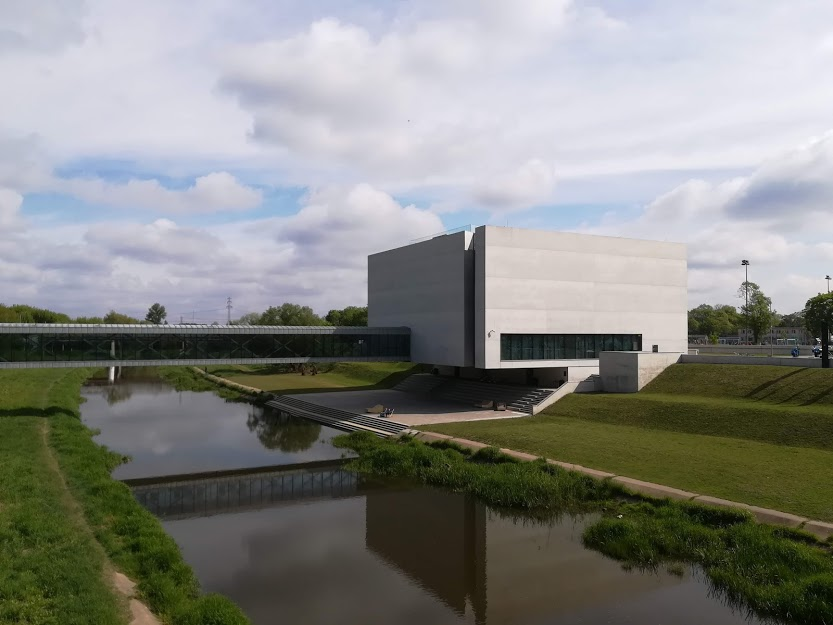
Ворота Познани

Сегодня Тумский остров является одним из самых часто посещаемых туристических мест на карте города. В 2007 году был открыт для жителей пешеходный Мост епископа Йордана, который объединил два исторических района — Тумский остров и Сьрудку. В 2014 годы был открыт интерактивный исторический центр Ворота Познани, посвящённый истории Тумского острова, в его состав было включено здание Кафедрального шлюза, в котором проводятся временные выставки. Через Тумский остров проходит Королевско-императорский маршрут.

## Архитектурные памятники
- Кафедральный собор имени Святых Петра и Павла
- Дворец архиепископа
- Церковь Пресвятой Девы Марии
- Псалтерий
- Музей архиепархии (бывшая Академия Лубранского)
- Памятник Яну Кохановскому
- Археологический заповедник Genius Loci
- Кафедральный шлюз

## Археологические исследования
Археологические исследования на Тумском острове ведутся с 30-х годов XX века. Юзеф Костшевский в журнале «Познанский курьер» в 1938 году писал:
«От древней крепости Пястов в Познани, которая наряду с Гнезно и Гечем, была самым густонаселённым центром государства Болеслава Храброго не осталось и следа, и что самое интересное, не сохранилось ни одного письменного источника, который указывал бы в каком именно месте она находилась. Предполагая, что крепость находилась примерно там, где сегодня кафедральный собор, археологические работы под управлением Витольда Хензля были проведены под площадью между собором и церковью Пресвятой Девы Марии.
Это предположение полностью подтвердилось. В ходе исследований выяснилось, что на глубине двух с половиной метров ниже сегодняшнего уровня Соборной площади находятся хорошо сохранившиеся валы из дерева и камня, окружавшие в древности крепость. Найденный вал можно датировать на XI век, на основании найденных внутри него керамических изделий и шести серебряных монет, самые древние из которых относятся к периоду правления Казимира I Восстановителя (1039—1058).»
Подводя итоги исследований Соборной площади, В. Хензель признал территорию вокруг церкви Пресвятой Девы Марии местом первой пястовской крепости.
В 1999—2011 годах были проведены обширные археологические раскопки, направленные на поиск каменного дворца (Palatium) — резиденции Мешко I, которыми руководила археолог и профессор гуманитарных наук — Ханна Кочка-Кренц. В итоге проведённых работ, под церковью Пресвятой Девы Марии были найдены фундаменты дворца Мешко, который состоял из двух частей, главной жилой — Palatium и часовни. Дата строительства каменной резиденции — вторая половина X века. Весьма вероятно, что она была первым монументальным зданием в Пястовском государстве.
Работы также велись под зданием бывшей Академии Лубранского, во время которых был открыт оборонительный крепостной вал и фрагменты поздней стены, построенной во времена Яна Лубранского. Также фрагменты вала были найдены под улицей отца Посадзего, раскопки на этом месте проводились в связи с планом строительства археологического заповедника Genius Loci.

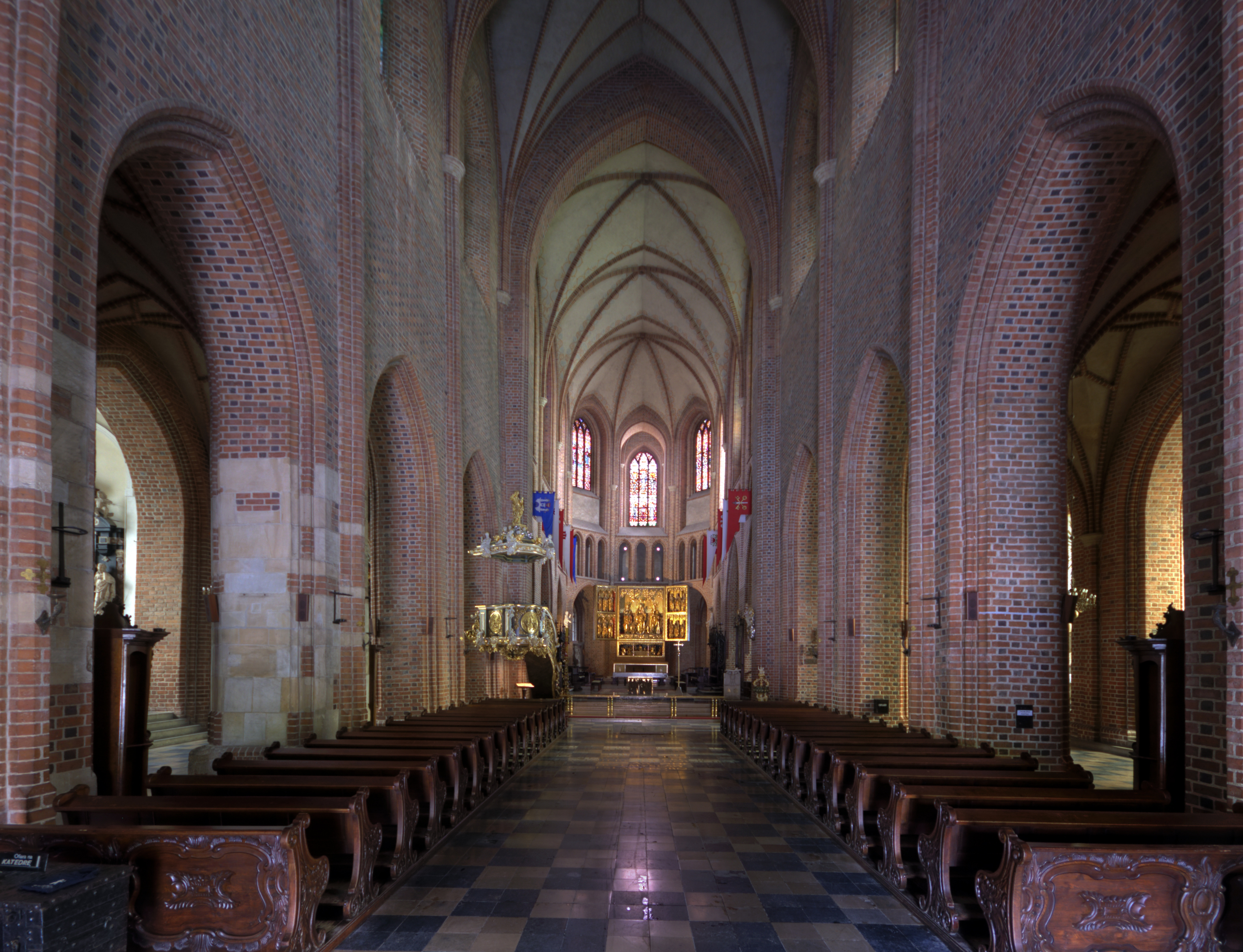
Кафедральный собор — главный неф
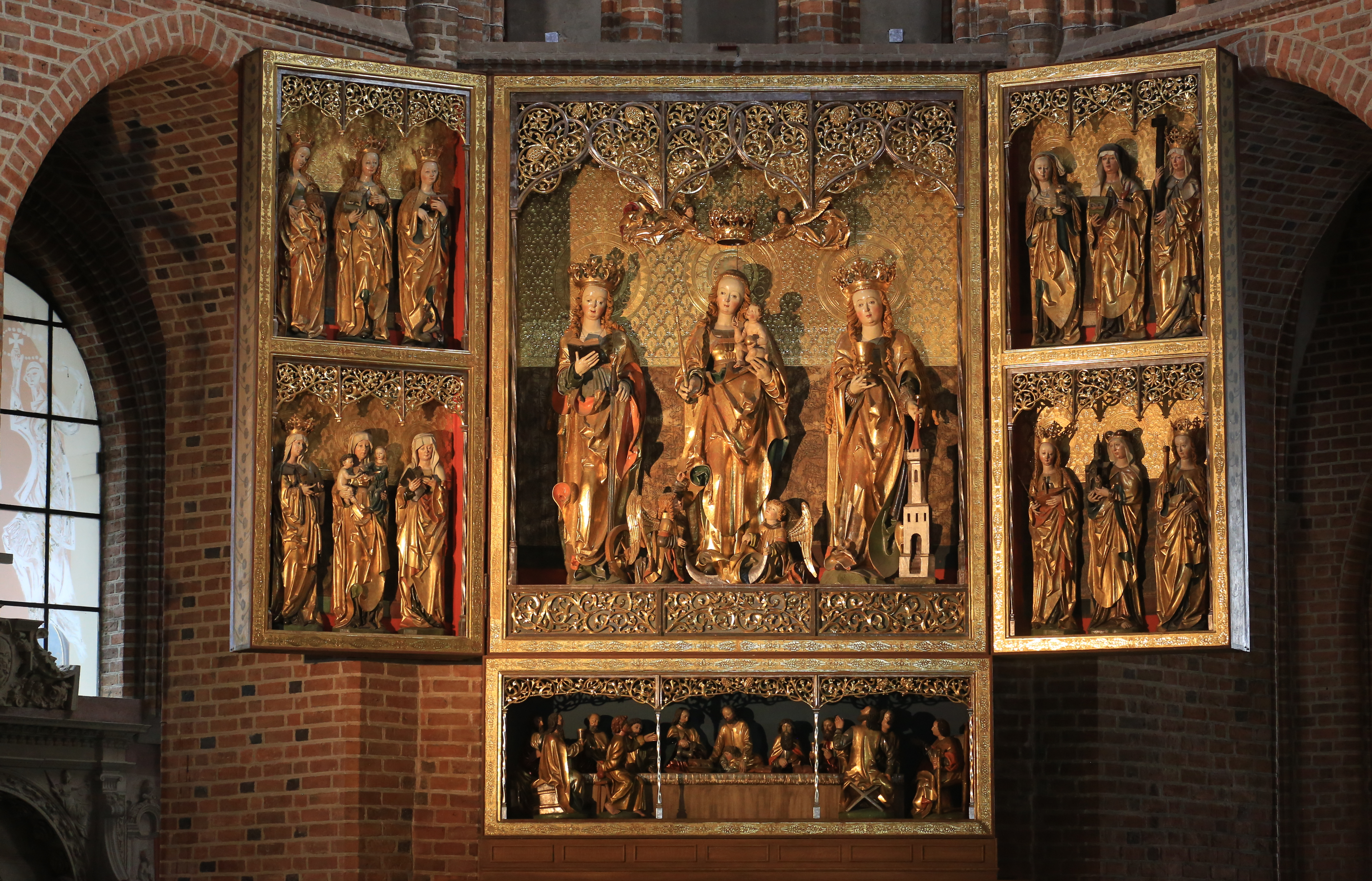
Главный алтарь Кафедрального собора
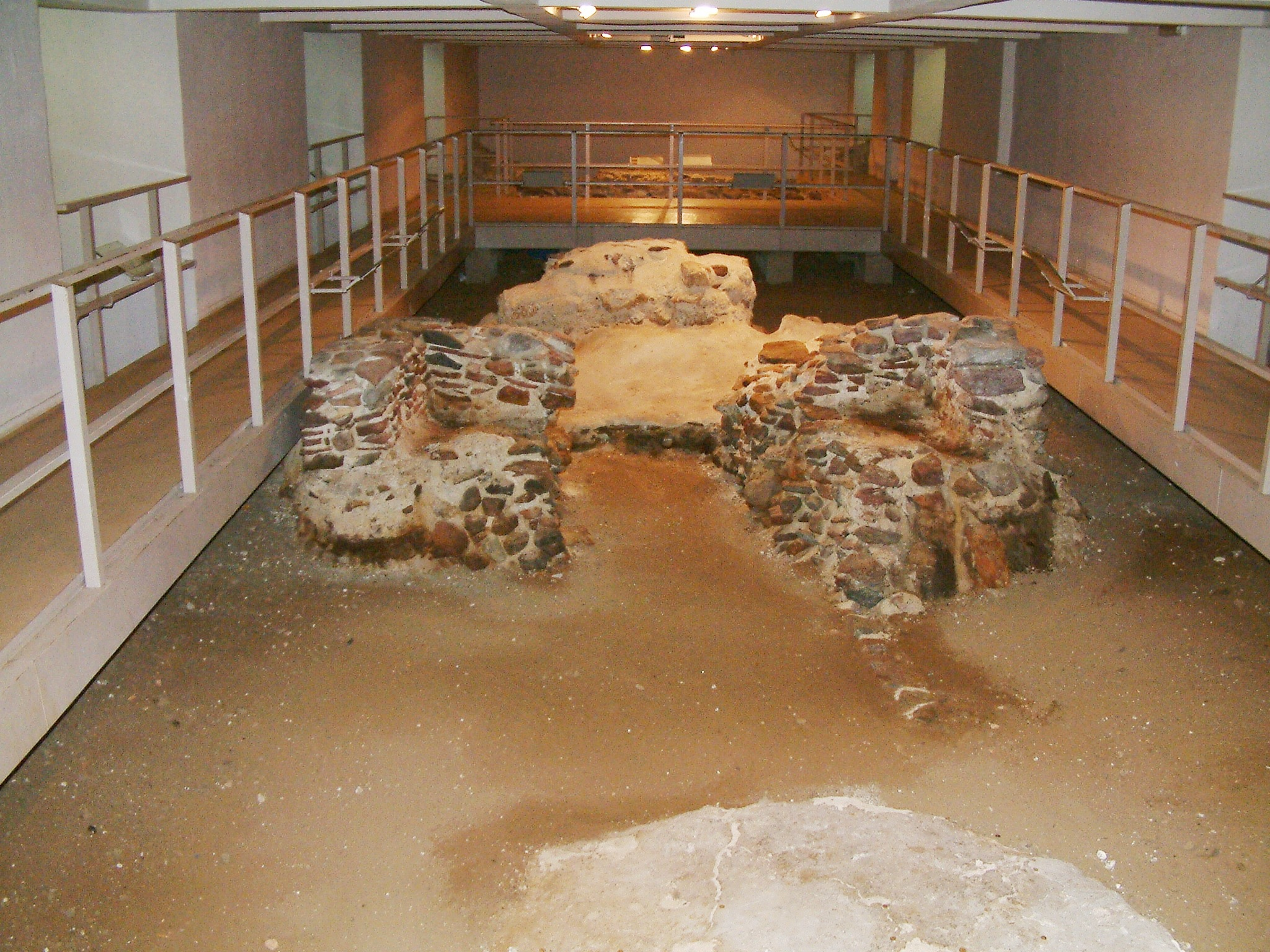
Фундаменты собора
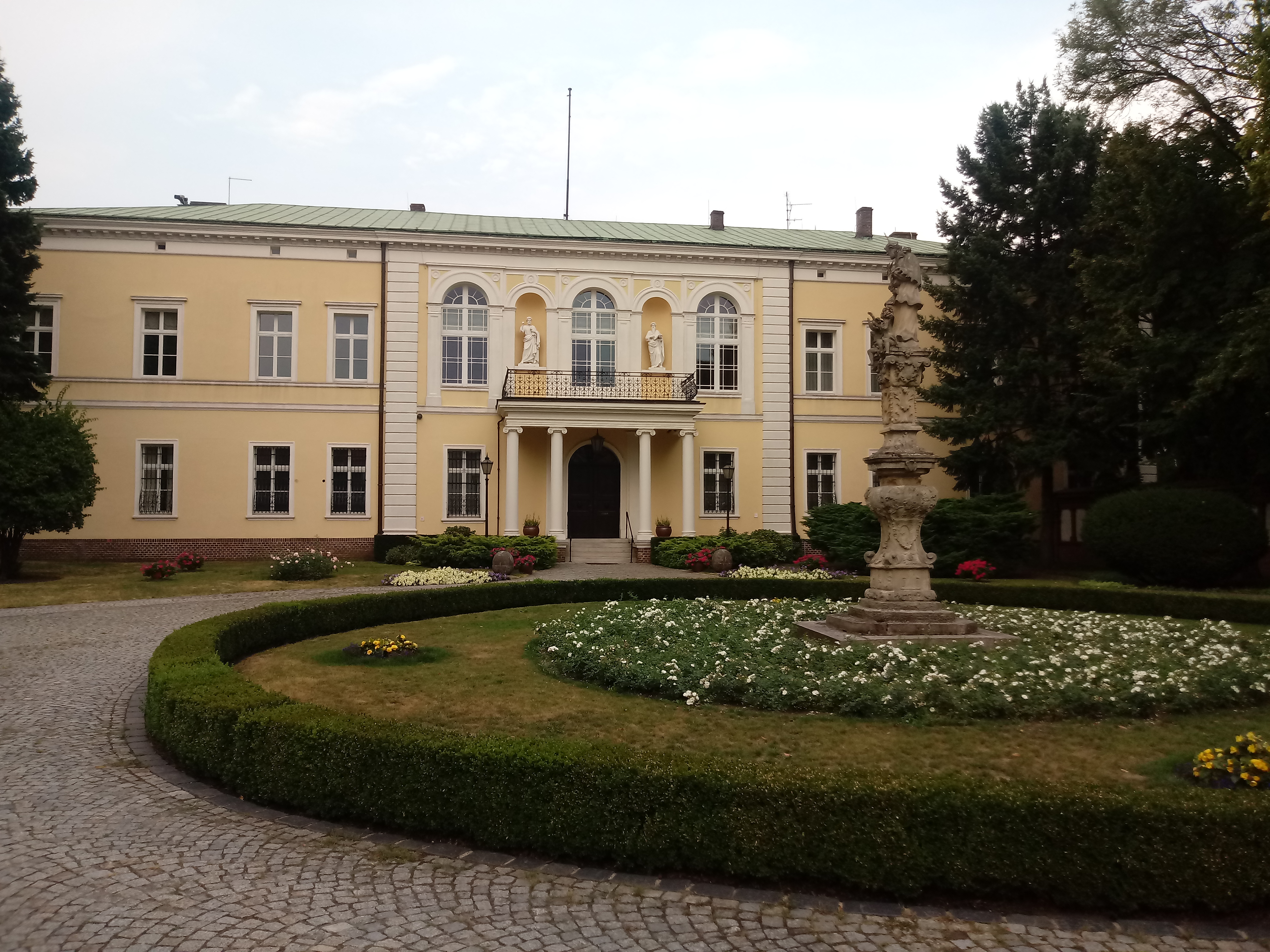
Дворец архиепископа
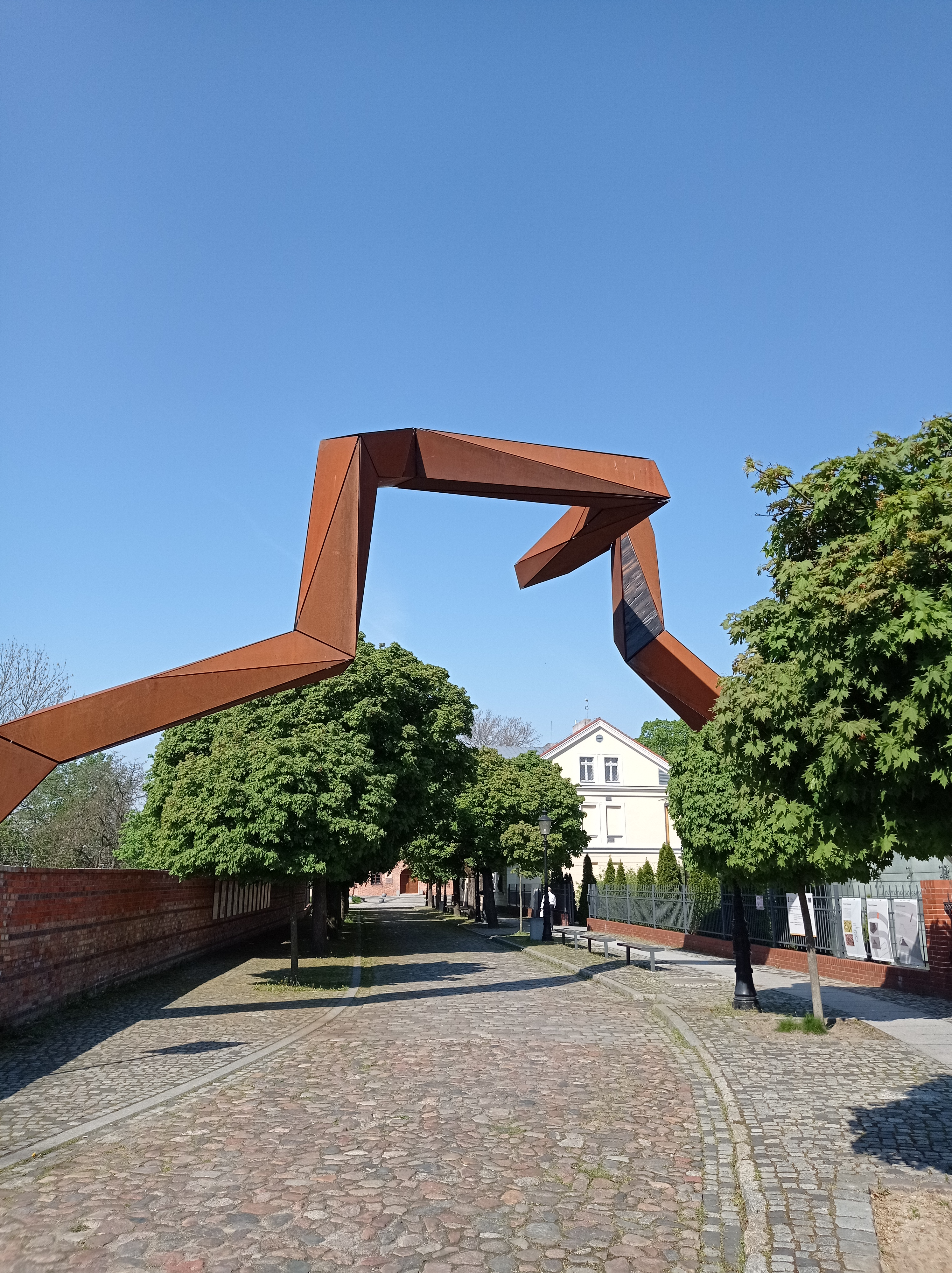
Улица отца Посадзего
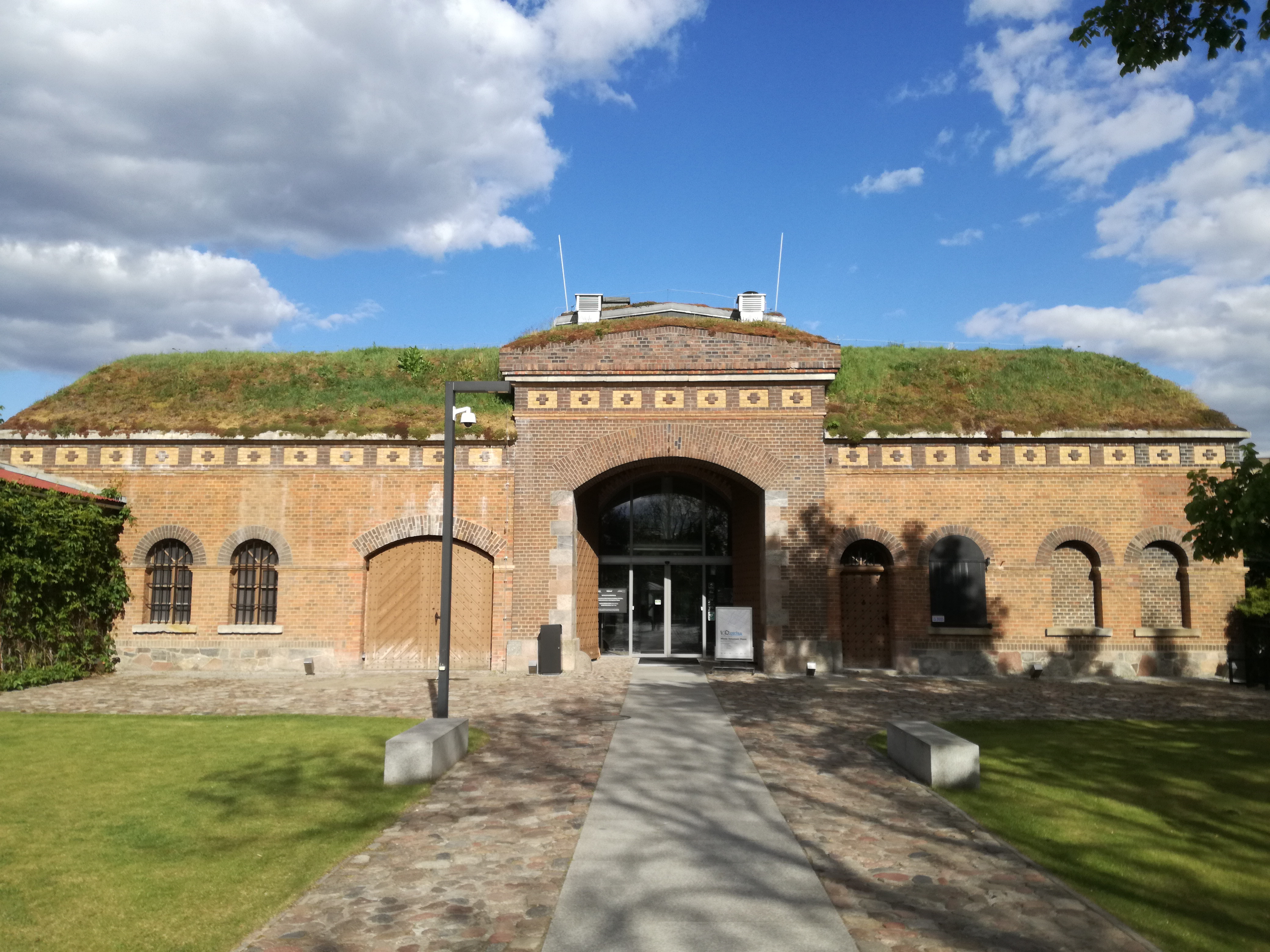
Кафедральный шлюз